# MLVM
MLVM (Mașina de Luptă a Vânătorilor de Munte) este un vehicul de luptă blindat, șenilat, amfibiu, proiectat și fabricat în România. Deși denumirea vehiculului în cadrul Armatei Române este asemănătoare unei mașini de luptă a infanteriei, MLVM este clasificat ca fiind un transportor blindat șenilat de către ONU și Institutul Internațional pentru Studii Strategice (IISS), din cauza blindajului și armamentului ușor. Vehiculul blindat are la bază șasiul autotunului sovietic SU-76, fabricat în timpul celui de-al Doilea Război Mondial.

## Descriere

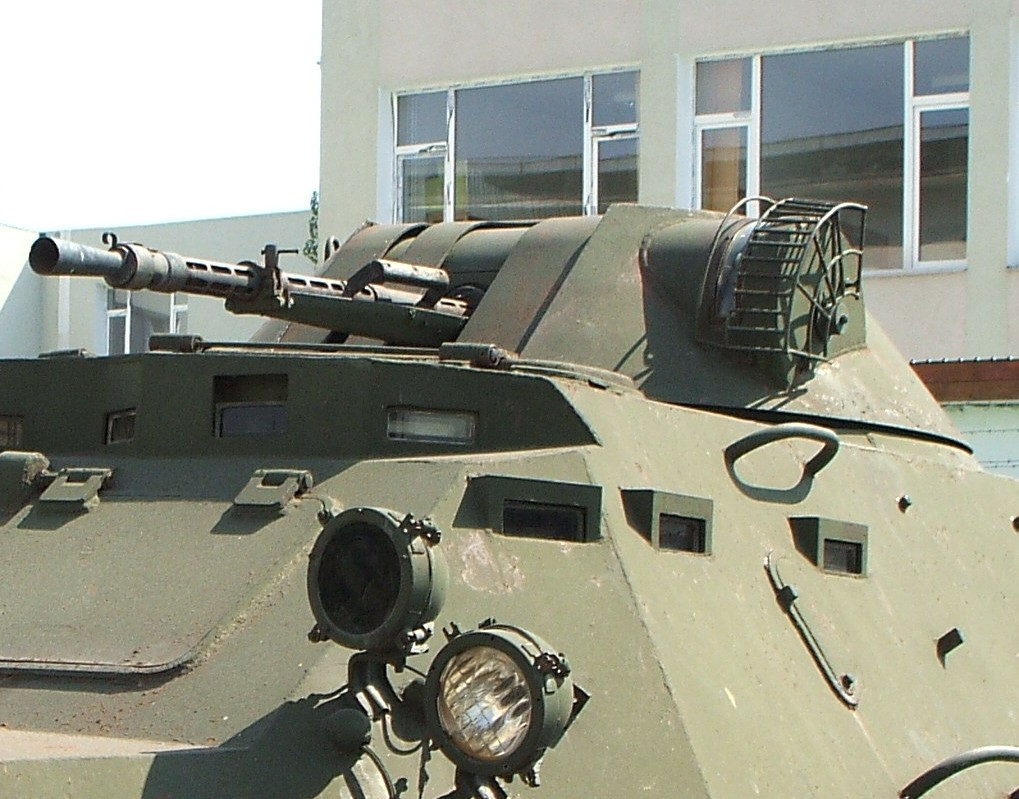
Turela TAB-71M cu mitraliera grea KPVT

MLVM este un vehicul specializat, destinat formațiunilor de vânători de munte. Carcasa este asemănătoare mașinii sovietice de luptă a infanteriei BMP-1, însă este modificată substanțial. Turela montată pe MLVM este cea folosită și la transportorul blindat TAB-71. Vehiculul a fost proiectat special pentru a fi folosit în zonele muntoase ale țării. 
Armamentul constă într-o mitralieră grea KPVT, de calibru 14,5 mm, și o mitralieră PKT jumelată, de calibrul 7,62 mm. Armamentul din dotare nu are un sistem de stabilizare. Din cauza puterii de foc limitate, MLVM nu poate fi clasificat ca fiind o mașină de luptă a infanteriei. Grupa de vânători de munte are în dotare și un aruncător de grenade antitanc AG-7.
Blindajul este din plăci de oțel sudate și asigură protecție împotriva gloanțelor de calibru 7,62 mm și schijelor artileriei. Suspensia este de tip bară de torsiune. Galeții (câte șase la fiecare șenilă) sunt găuriți pentru a reduce greutatea. MLVM este un vehicul amfibiu, fiind propulsat cu o viteză maximă de 5-6 km/h în apă prin intermediul șenilelor. Înaintea traversării râurilor sau lacurilor (deși amfibiu, MLVM nu este proiectat pentru desantul maritim), trebuie ridicată placa spărgătoare de valuri.
Aranjamentul intern este similar modelului sovietic BMP-1. În partea din față, în stânga, stă mecanicul conductor. Acesta are la dispoziție trei periscoape de observare pe timp de zi. Opțional, poate fi montat un sistem de vedere pe timp de noapte. În spatele mecanicului conductor se află comandantul. Ambii au deasupra, în plafon, un oblon de acces. Comandantul vehiculului are la dispoziție trei periscoape de observare a câmpului de luptă. Unul dintre acestea poate fi ridicat pentru a cerceta țintele aflate la distanță mare. Comandantul are la dispoziție și un sistem de vedere pe timp de noapte (cu infraroșii). Ochitorul, care este și comandantul grupei de vânători de munte, stă la mijlocul vehiculului, în zona turelei. În camera desantului stau câte trei soldați în ambele părți. Aceștia au la dispoziție câte un periscop de vizare pe timp de zi cu ajutorul căruia pot executa trageri prin ambrazurile din părțile laterale ale vehiculului. În spate este ușa de acces care poate fi folosită și ca rezervor suplimentar. Ușa are două ambrazuri și două periscoape pentru ca vânătorii de munte să poată executa foc în spatele vehiculului. 

## Modernizare

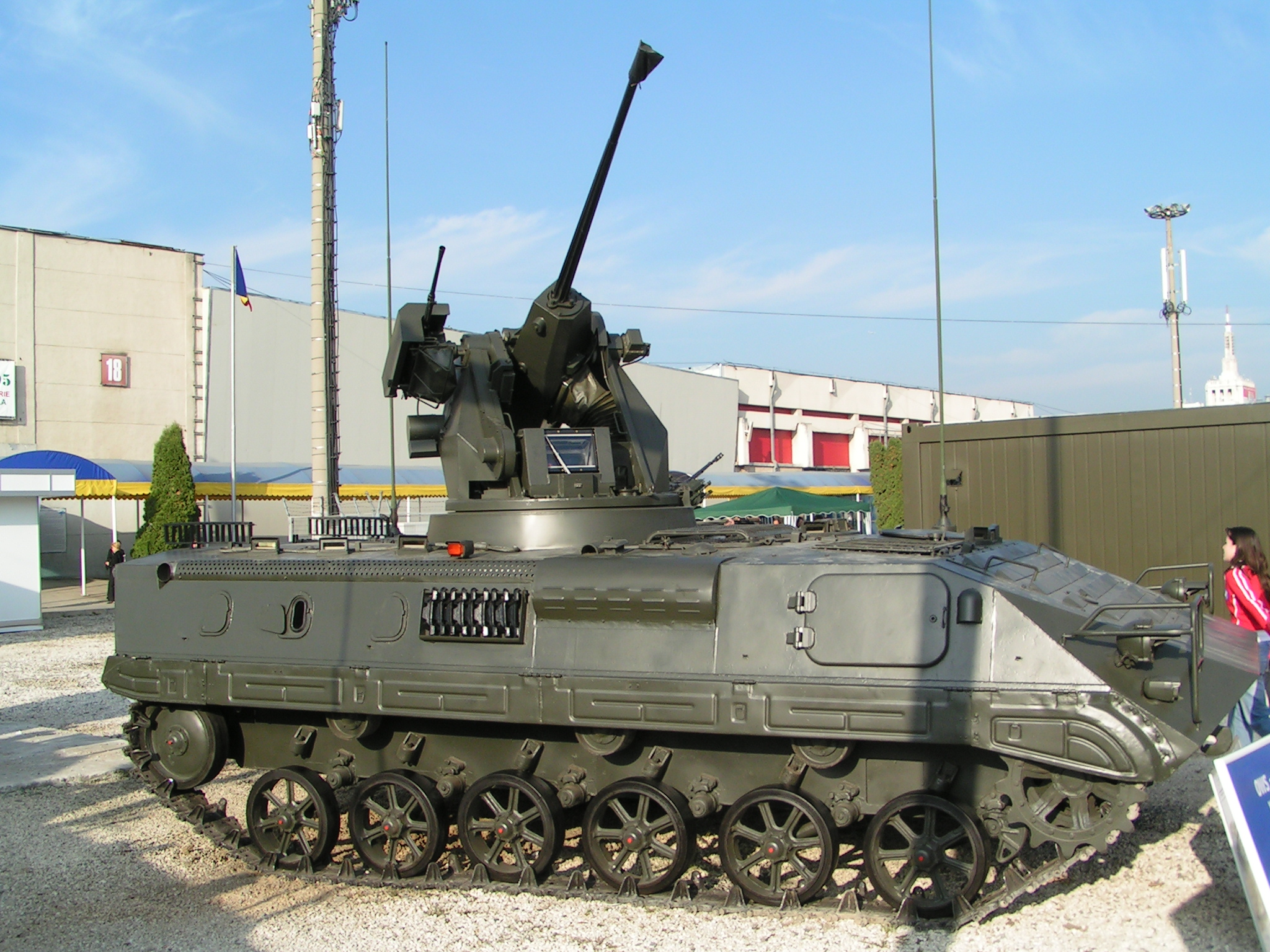
MLVM modernizat la Expomil 2005

Un pachet de modernizare similar modelului MLI-84M a fost propus și pentru MLVM. Acesta includea turela OWS 25R (cu tunul automat Oerlikon KBA-07 de calibru 25 mm, mitraliera coaxială PKT și posibilitatea dotării cu un lansator de rachete antitanc dirijate Spike), sistem de avertizare la iluminarea laser, lansatoare de grenade fumigene, sistem optic mai performant, transmisie automată, motor diesel Mercedes-Benz sau Deutz (de aproximativ 400 de cai putere), sistem automat de stingere a incendiilor, sisteme de comandă și control îmbunătățite și posibilitatea de a monta plăci de blindaj suplimentare. Greutatea noului vehicul era de 11,3 tone, însă viteza maximă, puterea specifică și autonomia erau mai mari. În urma îmbunătățirii armamentului, vehiculul putea fi clasificat ca o mașină de luptă a infanteriei.
Rezultatul programului de modernizare era un vehicul compatibil cu standardele NATO. Un prototip a fost prezentat la expoziția de tehnică militară și armament Expomil 2005.  

## Variante

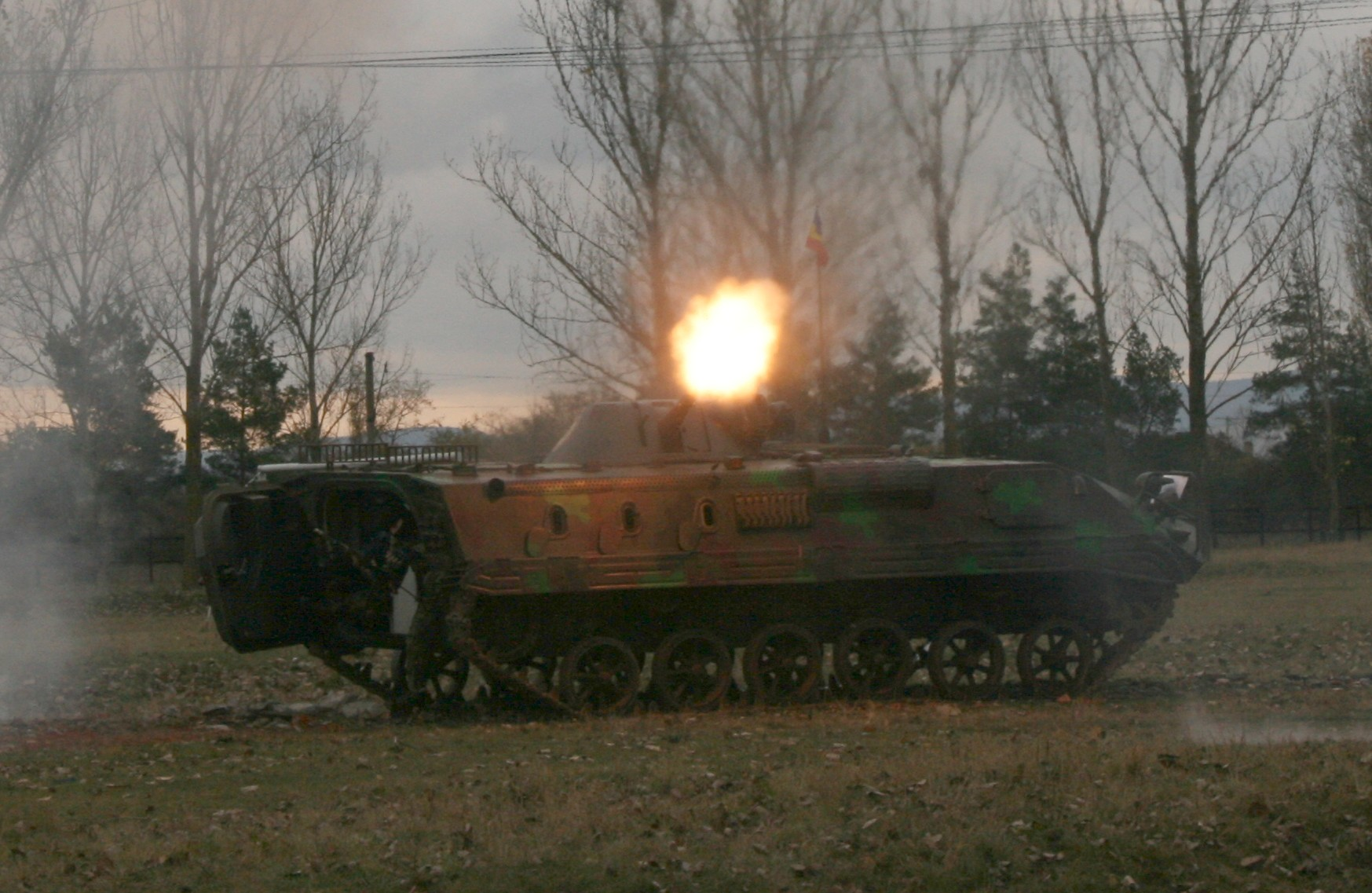
MLVM în timpul unei demonstrații a vânătorilor de munte din Batalionul 22 "Cireșoaia", Sfântu Gheorghe.

- MLVM AR - Versiune dotată cu un aruncător de bombe Model 1982 de calibru 120 mm, instalat în camera de desant. În timpul tragerilor sunt deschise cele două obloane mari în lateral. Mortierul poate fi scos din vehicul la nevoie.
- MLVM ABAL - Vehicul destinat transportului de muniție (maxim 2,1 tone). Lipsește turela, iar armamentul constă într-o mitralieră PKT fixată lângă oblonul comandantului. Dotări standard: protecție NBC, sistem de stingere a incendiilor și echipamente de comunicații îmbunătățite.
- MLVM MEDEVAC - Vehicul de evacuare medicală și acordare a primului ajutor. Suprastructura și armamentul sunt asemănătoare versiunii ABAL.

## Utilizare
- România - 75 de vehicule blindate de luptă MLVM în luna noiembrie a anului 2009.[5]